# Rho Tauri
Rho Tauri (ρ Tauri , förkortat Rho Tau, ρ Tau) som är stjärnans Bayerbeteckning, är en stjärna  belägen i den mellersta delen av stjärnbilden Oxen och ingår i stjärnhopen Hyaderna. Den har en skenbar magnitud på 4,66 och är synlig för blotta ögat. Baserat på parallaxmätning inom Hipparcosuppdraget på ca 20,6 mas, beräknas den befinna sig på ett avstånd av ca 158 ljusår (49 parsek) från solen.

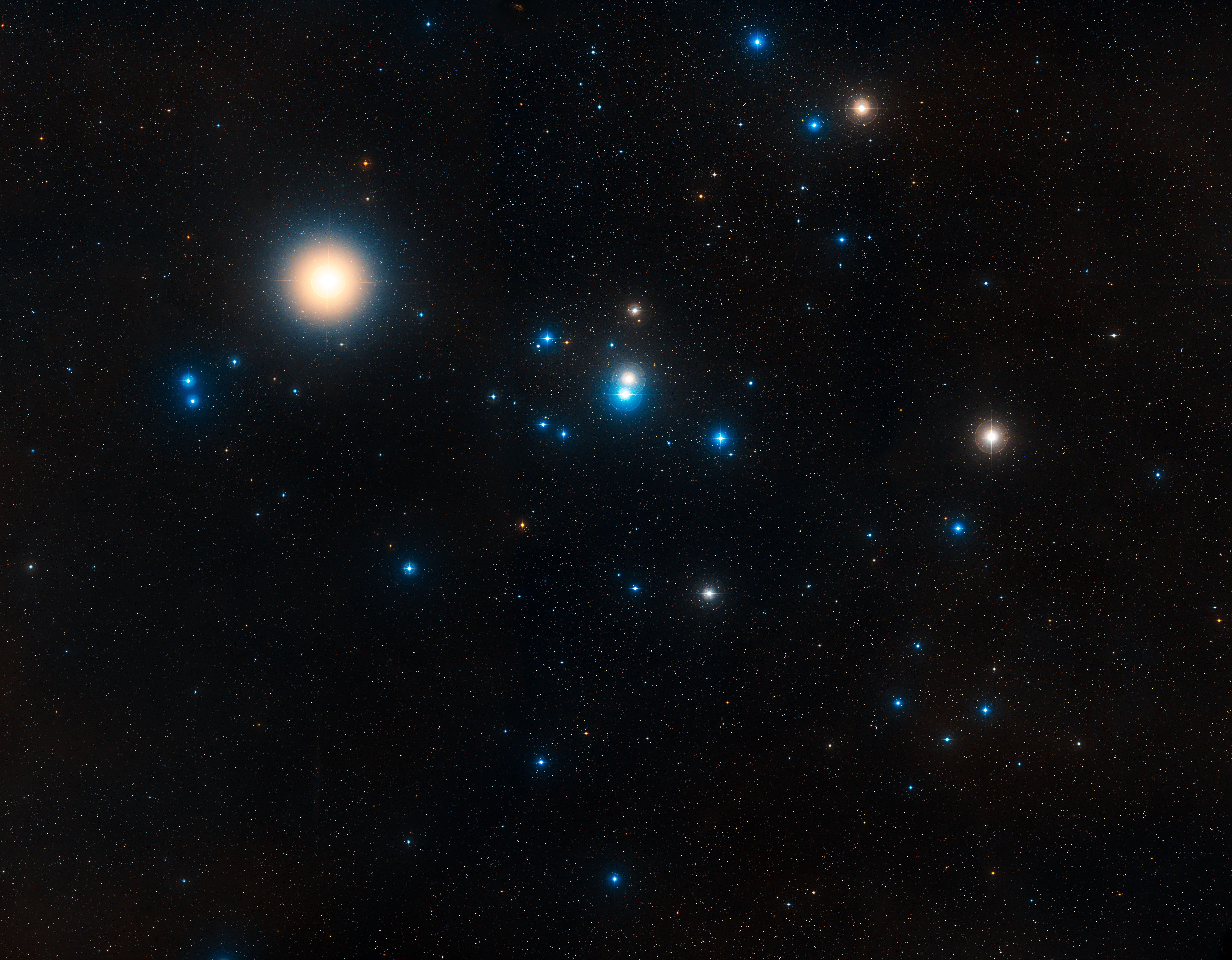
Hyaderna, med ρ Tauri som en blå stjärna till vänster om centrum.

## Egenskaper
Rho Tauri är en blå stjärna i huvudserien av spektralklass A8V. Den har en massa som är dubbelt så stor som solens massa och utsänder från dess fotosfär ca 1,4 gånger mera energi än solen vid en effektiv temperatur på ca 7 640 K. Den klassificeras som en Delta Scuti-variabel och varierar i magnitud med 0,010 enheter över en period av 1,61 timmar.